# Nádia Cruz
Nádia Vanda Sousa Eloy Cruz (sinh ngày 12 tháng 7 năm 1975) là một cựu vận động viên bơi lội người Angola, chuyên về các nội dung bơi ếch. Bà đại diện cho Angola trong tất cả bốn phiên bản của Thế vận hội Olympic kể từ năm 1988, và sau đó trở thành chủ tịch của Hiệp hội Vận động viên Olympic Angola (AAOA) vào năm 2010 

## Sự nghiệp
Cruz đã trở thành đội tuyển Angolan đầu tiên của mình, khi còn là một thiếu niên 13 tuổi, tại Thế vận hội Mùa hè 1988 ở Seoul. Bà thất bại trong việc lọt vào top 16 chung cuộc trong vòng bơi ếch 100 m, kết thúc ở vị trí 42 với thời gian 1: 24,46.
Cruz cũng thi đấu trong cùng một cú đánh tại Thế vận hội Mùa hè 1992 ở Barcelona, lần này cô bơi trong thời gian 1: 21,50 và kết thúc ở vị trí thứ 41 đánh bại Elke Talma từ Seychelles và Nguyễn Thị Phương từ Việt Nam bị loại.
Bốn năm sau tại Thế vận hội Mùa hè 1996 ở Atlanta, cô đã tham gia cuộc thi bơi ếch 100 mét mà cô đã bơi trong 1: 16.62 và hoàn thành 43 trong số 46 vận động viên bơi lội, cô cũng bơi trong vòng 200 mét và cô đã hoàn thành vòng 37 mét 40 khởi đầu.
Mười hai năm sau khi tham gia Thế vận hội đầu tiên của mình, Cruz đủ điều kiện tham gia đội tuyển Anh thứ tư trong vòng bơi ếch 100 m nữ, khi 25 tuổi, tại Thế vận hội Mùa hè 2000 ở Sydney. Vì thành tích đáng nể và di sản của mình, cô đã trở thành người mang cờ quốc gia trong lễ khai mạc. Cô cũng nhận được một vé từ FINA, theo chương trình Đoàn kết và Quốc tế Olympic, trong thời gian 1:14.00. Cô đã thách đấu bảy vận động viên bơi lội khác ở đợt 2, bao gồm Katerine Moreno, 26 tuổi của Bolivia, người cũng thi đấu với cô trong lần ra mắt Olympic năm 1988. Đến từ cuối cùng ở lượt đầu tiên, cô đã thực hiện một thử thách chạy nước rút từ Xenia Peni của Papua New Guinea trên đoạn đường cuối cùng để nhặt hạt giống thứ bảy trong thời gian 1: 19,57. Cruz thất bại trong việc lọt vào bán kết, khi cô xếp hạng ba mươi tám tổng thể trong các màn dạo đầu.